# Autorenbibliothek

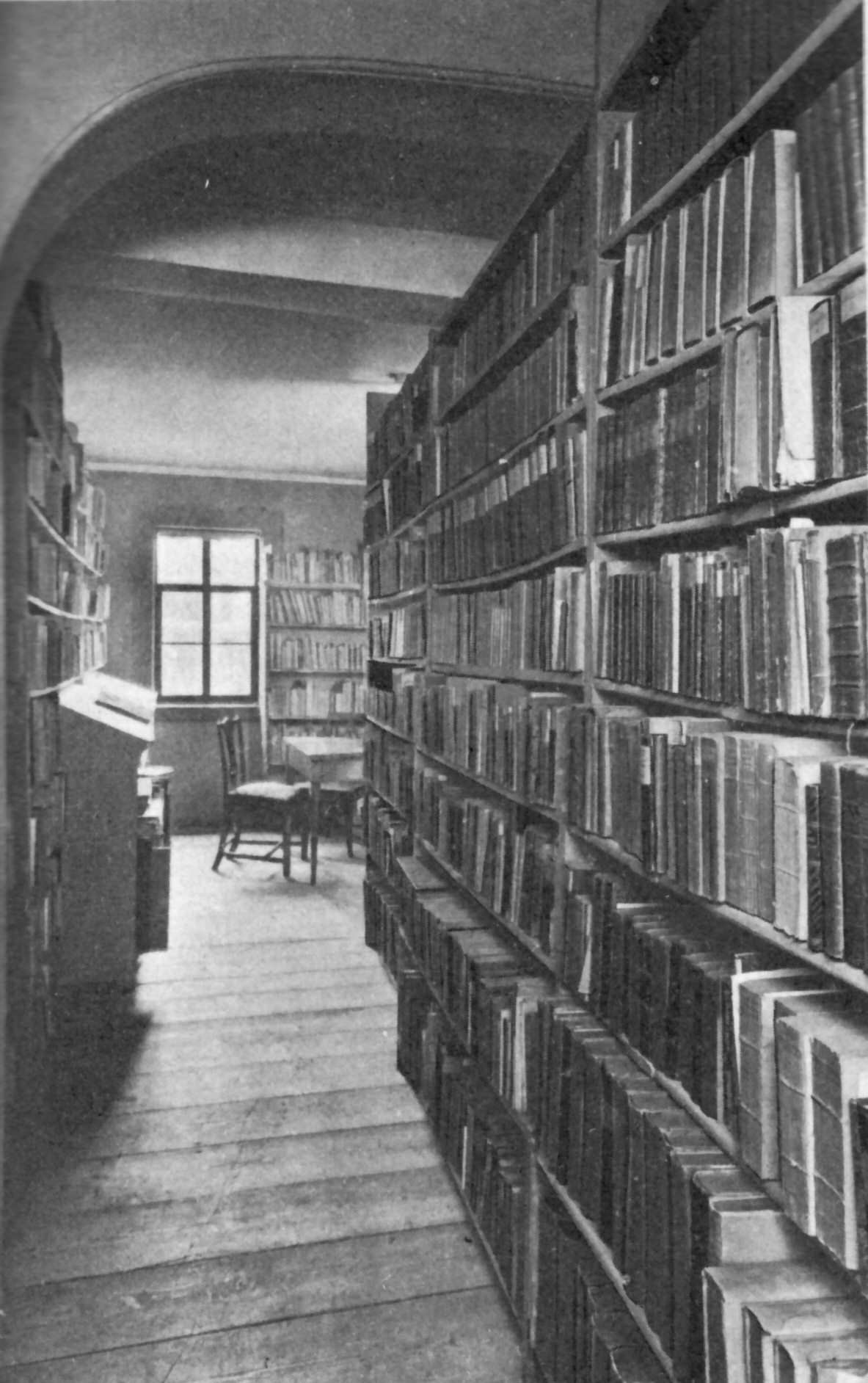
Goethes Bibliothek in seinem Wohnhaus am Frauenplan in Weimar

Eine Autorenbibliothek ist die Privat- und Arbeitsbibliothek einer bedeutenden Autorin oder eines bedeutenden Autors, die für die Nachwelt „als Forschungsobjekt für die Wissenschaft [oder] als teuer gehandeltes Provenienzexemplar“ von Interesse ist.
Von besonderem Interesse sind hierbei Gebrauchs- und Lesespuren, die Rückschlüsse darauf zulassen, wie sich der Autor mit anderen Autoren beschäftigt hat: Der Umgang mit Büchern schreibt sich „anhand von Flecken, Eselsohren, Rissen, Markierungen, Widmungen, Annotationen, eingelegten Zetteln usw.“ ein. Sie ermöglichen literaturwissenschaftliche und biografische Erkenntnisse.
Aufgrund des Umfangs derartigen Büchersammlungen werden sie selten in Vollständigkeit zum Beispiel von wissenschaftlichen Bibliotheken erworben, die sich eher auf Teilbestände oder den schriftlichen Nachlass beschränken. Das Deutsche Literaturarchiv Marbach verfügt über einen umfangreichen Bestand an geschlossen aufgestellten Schriftstellerbibliotheken aus Vor- und Nachlässen, in der Schweiz ist es das Schweizerische Literaturarchiv in Bern.
Als Prototyp einer Autorenbibliothek kann Montaignes „Bücherturm“ im Schloss Montaigne gelten. Beispiele aus neuerer Zeit ist die Villa Shatterhand, das Karl-May-Museum Radebeul, oder die Bibliothek des Arno Schmidt in Bargfeld. Betreut, als Kataloge publiziert und wissenschaftlich ausgewertet werden Dichterbibliotheken häufig von speziell dafür errichteten Stiftungen und literarischen Gesellschaften.